# The Animal
The Animal (Animal en Hispanoamérica y Estoy hecho un animal en España) es una comedia estadounidense dirigida por Luke Greenfield en 2001 y protagonizada por Rob Schneider, Colleen Haskell, Edward Asner, y John C. McGinley.

## Sinopsis
Cuando el asistente de seguridad, Marvin Mange (Rob Schneider) contesta una llamada 911 sobre un robo en progreso, su sueño de que un día llegará a ser policía parece ser verdadero. Sin embargo, un extraño accidente de tránsito en el camino hacia el crimen, deja su sueño en pedazos. Cuando Marvin despierta una semana más tarde, se encuentra que un científico desquiciado, en secreto usó las partes de animales para reconstruir su cuerpo mutilado. Energizado por sus nuevas y mejoradas partes, Marvin gana fama inmediata como un súper policía hasta que sus instintos animales empiezan a dominar su cuerpo en los equivocados momentos. Cuando se da cuenta de que se está enamorado de Rianna (Colleen Haskell). Y además, estos no son sus únicos problemas. El doctor Wilder intenta convencerlo constantemente de que se quede con él como una mascota de nombre "Bola de Nieve". Una bestia misteriosa asesina a dos vacas y ataca a un cazador, mientras que algunas personas comienzan a sospechar de Marvin, y él mismo duda de su inocencia.

## Elenco
- Rob Schneider es Marvin Mange.
- Colleen Haskell es Rianna.
- John C. McGinley es Sargento Sisk.
- Edward Asner es Jefe Wilson.
- Michael Caton es Dr. Wilder
- Guy Torry es Miles.
- Louis Lombardi es Fatty.
- Norm Macdonald es Mob Member.
- Noel Guglielmi es Gang Leader.
- Adam Sandler es Aldeano.
- Berglind Icey es Yolanda.

Como nota especial se puede destacar que al llegar la confrontación final el mismísimo Adam Sandler realiza un cameo en la película gritando entre la multitud, igual que Rob Schneider hizo en la película Little Nicky estrenada el año 2000.